# 21st Century Fox
Twenty-First Century Fox Inc. (còn gọi là 21st Century Fox hay đơn giản hơn là Fox) là một tập đoàn truyền thông đại chúng đa quốc gia của Hoa Kỳ có trụ sở ở Midtown Manhattan, thành phố New York. Nó là một trong hai công ty được hình thành từ vụ phân tách tài sản xuất bản của News Corporation, vốn do Rupert Murdoch sáng lập vào năm 1979. 21st Century Fox là người thừa kế hợp pháp mảng kinh doanh phim và truyền hình của News Corporation và hiện tại là tập đoàn truyền thông lớn thứ tư thế giới (sau Comcast, The Walt Disney Company và Time Warner). Công ty còn lại, News Corporation "mới", nắm giữ quyền lợi về in ấn của Murdoch (cả hai đều thuộc quyền sở hữu của ông và gia đình thông qua việc nắm giữ 39% quyền lợi ở mỗi công ty).
Tài sản của công ty bao gồm Fox Entertainment Group—chủ sở hữu của studio phim 20th Century Fox và mạng truyền hình Fox, cùng nhiều tài sản khác, kênh truyền hình trả tiền dành cho người châu Á STAR TV;

## Lịch sử

### Sự thành lập
21st Century Fox được hình thành nhờ sự chia tách các tài sản giải trí và truyền thông của News Corporation.

### Lịch sử kế tiếp
Vào ngày 8 tháng 1 năm 2014, Rupert Murdoch đã công bố kế hoạch huỷ bỏ cổ phần của công ty 21 Century Fox khỏi Sở Giao dịch Chứng khoán Úc, ủng hộ việc mua bán trên NASDAQ.
Ngày 14 tháng 12 năm 2017 Walt Disney thông báo đã đồng ý mua lại 21st Century Fox với giá 52,4 tỷ đô la Mỹ, Disney cũng thừa nhận 13,7 tỷ đô la Mỹ khoản nợ của Fox nằm trong thương vụ này nâng tổng giá trị của giao dịch lên hơn 66 tỷ đô la Mỹ. Trong thương vụ này cả hai công ty kỳ vọng sẽ tạo nên một sự thay đổi lớn trong ngành công nghiệp truyền thông đa phương tiện. Thương vụ mua bán này không những bao gồm studio phim của Fox, mạng truyền hình Fox mà còn 39% của truyền hình vệ tinh Sky. Fox dự định sẽ thành lập công ty báo điện tử với số tài sản còn lại sau thương vụ mua bán này. Bước dịch chuyển này là sự thay đổi lớn trong vòng 86 năm của Fox và ông chủ Rupert Murdoch sau hơn nửa thế kỷ mở rộng truyền thông đa phương tiện. Mr Murdoch đưa với tờ báo người Australia mà ông được thừa hưởng từ cha mình khi mới 21 tuổi thành một trong những tờ tin tức lớn nhất thế giới và một đế chế phim ảnh

## Hoạt động
Hoạt động của 21st Century Fox có thể được phân loại thành bốn mảng báo cáo chính: 
- Chương trình truyền hình cáp
- Truyền hình
- Phim giải trí
- Truyền hình vệ tinh phát sóng trực tiếp.[4]